# Holmes Herbert
Holmes Herbert, pseudonimo di Horace Edward Jenner (Mansfield, 30 luglio 1882 – Hollywood, 26 dicembre 1956), è stato un attore inglese che lavorò come caratterista a Hollywood nel corso di una lunga carriera durata dal 1915 al 1952.

## Biografia
Figlio primogenito di Ned Herbert, un attore di teatro il cui vero nome era Edward Jenner, nel 1912 il futuro Holmes Herbert emigrò negli Stati Uniti dove ebbe inizio la sua carriera cinematografica. Negli anni del muto, gli furono molto spesso affidati ruoli da protagonista. Il suo accento inglese, ininfluente sulla sua recitazione nei film muti, si rivelò un handicap quando il cinema divenne sonoro, e l'attore dovette passare a ruoli di secondo piano. Nel corso della sua carriera - che sarebbe durata fino ai primi anni cinquanta - prese parte a oltre duecento film. Da caratterista, apparve in molte pellicole ormai entrate nella storia del cinema come classici hollywoodiani.

## Filmografia

### 1915
- His Wife, regia di George Foster Platt (1915)
- The Fisherwoman - cortometraggio (1915)

### 1917
- Her Life and His, regia di Frederick Sullivan (1917)
- The Man Without a Country, regia di Ernest C. Warde (1917)

### 1918
- A Doll's House, regia di Maurice Tourneur (1918)
- The Whirlpool, regia di Alan Crosland (1918)
- The Death Dance, regia di J. Searle Dawley (1918)

### 1919
- The Divorcee, regia di Herbert Blaché (1919)
- The Rough Neck, regia di Oscar Apfel (1919)
- The White Heather, regia di Maurice Tourneur (1919)
- L'onore del nome (Other Men's Wives), regia di Victor Schertzinger (1919)
- The Market of Souls, regia di Joseph De Grasse (1919)
- L'A.B.C. dell'amore (The ABC of Love), regia di Léonce Perret (1919)

### 1920
- La figlia del vento (On with the Dance), regia di George Fitzmaurice (1920)
- His House in Order, regia di Hugh Ford (1920)
- Black Is White, regia di Charles Giblyn (1920)
- My Lady's Garter, regia di Maurice Tourneur (1920)
- The Right to Love, regia di George Fitzmaurice (1920)
- Lady Rose's Daughter, regia di Hugh Ford (1920)
- Dead Men Tell No Tales, regia di Tom Terriss (1920)
- The Truth About Husbands, regia di Kenneth S. Webb (1920)

### 1921
- Povertà (Her Lord and Master), regia di Edward José (1921)
- Heedless Moths, regia di Robert Z. Leonard (1921)
- The Wild Goose, regia di Albert Capellani (1921)
- The Inner Chamber, regia di Edward José (1921)
- The Family Closet

### 1922
- Any Wife, regia di Herbert Brenon (1922)
- A Stage Romance, regia di Herbert Brenon (1922)
- Evidence, regia di George Archainbaud (1922)
- Divorce Coupons, regia di Webster Campbell (1922)
- Moonshine Valley, regia di Herbert Brenon (1922)
- A Woman's Woman, regia di Charles Giblyn (1922)

### 1923
- Toilers of the Sea, regia di Roy William Neill (1923)
- I Will Repay, regia di Henry Kolker (1923)

### 1924
- The Enchanted Cottage, regia di John S. Robertson (1924)
- Another Scandal, regia di Edward H. Griffith (1924)
- Her Own Free Will, regia di Paul Scardon (1924)
- Sinners in Heaven, regia di Alan Crosland (1924)
- Il passo del destino (Love's Wilderness), regia di Robert Z. Leonard (1924)

### 1925
- Un mondo perduto (The Lost World), regia di Harry O. Hoyt (1925)
- Il babbo andò a Parigi (Daddy's Gone A-Hunting), regia di Frank Borzage (1925)
- La scala del sogno (Up the Ladder), regia di Edward Sloman (1925)
- Il figliol prodigo (The Wanderer), regia di Raoul Walsh (1925)
- Wildfire, regia di T. Hayes Hunter (1925)
- Wreckage, regia di Scott R. Dunlap (1925)
- Donna di mondo (A Woman of the World), regia di Malcolm St. Clair (1925)

### 1926
- The Passionate Quest, regia di J. Stuart Blackton (1926)
- Morte al volante (The Honeymoon Express), regia di James Flood (1926)
- Josselyn's Wife, regia di Richard Thorpe (1926)
- La brigata del fuoco (The Fire Brigade), regia di William Nigh (1926)

### 1927
- One Increasing Purpose, regia di Harry Beaumont (1927)
- The Nest, regia di William Nigh (1927)
- When a Man Loves, regia di Alan Crosland (1927)
- Mister Wu, regia di William Nigh (1927)
- Lovers?, regia di John M. Stahl (1927)
- Il cuore di Salomè (The Heart of Salome), regia di Victor Schertzinger (1927)
- Slaves of Beauty
- The Gay Retreat
- East Side, West Side, regia di Allan Dwan (1927)
- The Silver Slave

### 1928
- I signori preferiscono le bionde (Gentlemen Prefer Blondes), regia di Malcolm St. Clair (1928)
- Their Hour, regia di Alfred Raboch (1928)
- The Sporting Age, regia di Erle C. Kenton (1928)
- The Terror, regia di Roy Del Ruth (1928)
- Through the Breakers, regia di Joseph C. Boyle (1928)
- Sotto processo (On Trial), regia di Archie Mayo (1928)

### 1929
- Il giustiziere (The Charlatan), regia di George Melford (1929)
- Careers, regia di John Francis Dillon (1929)
- Papà mio! (Say It with Songs), regia di Lloyd Bacon (1929)
- Madame X, regia di Lionel Barrymore (1929)
- Donna senza amore (Her Private Life), regia di Alexander Korda (1929)
- The Careless Age, regia di John Griffith Wray (1929)
- The Thirteenth Chair, regia di Tod Browning (1929)
- Il bacio (The Kiss), regia di Jacques Feyder (1929)
- L'indomabile (Untamed), regia di Jack Conway (1929)

### 1930
- La crociera del folle (The Ship from Shanghai), regia di Charles Brabin (1930)

### 1931
- The Single Sin, regia di William Nigh (1931)
- The Hot Heiress, regia di Clarence G. Badger (1931)
- La beffa dell'amore (Chances), regia di Allan Dwan (1931)
- Broadminded, regia di Mervyn LeRoy (1931)
- La figlia di Fu Manchu (Daughter of the Dragon), regia di Lloyd Corrigan (1931)
- Il dottor Jekyll (Dr. Jekyll and Mr. Hyde), regia di Rouben Mamoulian (1931)

### 1932
- Shop Angel, regia di E. Mason Hopper (1932)
- Miss Pinkerton, regia di Lloyd Bacon (1932)
- Il giardino del diavolo (Central Park), regia di John G. Adolfi (1932)
- Sister to Judas, regia di E. Mason Hopper (1932)

### 1933
- La maschera di cera (Mystery of the Wax Museum), regia di Michael Curtiz (1933)
- L'uomo invisibile (The Invisible Man), regia di James Whale (1933)

### 1934
- Beloved, regia di Victor Schertzinger (1934)
- La casa dei Rothschild (The House of Rothschild), regia di Alfred L. Werker (1934)
- Il conte di Montecristo (The Count of Monte Cristo), regia di Rowland V. Lee (1934)
- Usanze d'allora (Pursuit of Happiness), regia di Alexander Hall (1934)
- The Curtain Falls, regia di Charles Lamont (1934)
- Sons of Steel

### 1935
- One in a Million, regia di Frank R. Strayer  (1935)
- Il cardinale Richelieu (Cardinal Richelieu), regia di Rowland V. Lee (1935)
- I vampiri di Praga (Mark of the Vampire), regia di Tod Browning (1935)
- Accent on Youth, regia di Wesley Ruggles (1935)
- L'angelo delle tenebre (The Dark Angel), regia di Sidney Franklin (1935)
- Capitan Blood (Captain Blood), regia di Michael Curtiz (1935)

### 1936
- Gelosia (Wife vs. Secretary), regia di Clarence Brown (1936)
- Brilliant Marriage
- Confini selvaggi
- Champagne Charlie
- L'angelo bianco (The White Angel), regia di William Dieterle (1936)
- La freccia avvelenata
- Il fantino della Louisiana
- L'ultima partita (Fifteen Maiden Lane), regia di Allan Dwan (1936)
- La carica dei seicento (The Charge of the Light Brigade), regia di Michael Curtiz (1936)
- The House of Secrets
- I Lloyds di Londra (Lloyds of London), regia di Henry King (1936)

### 1937
- Stolen Holiday
- Il principe e il povero (The Prince and the Pauper), regia di William Dieterle e William Keighley (1937)
- La tredicesima sedia
- Il mercante di schiavi (Slave Ship), regia di Tay Garnett (1937)
- Emilio Zola (The Life of Emile Zola), regia di William Dieterle (1937)
- Love Under Fire, regia di George Marshall (1937)
- Una ragazza puro sangue
- La spia dei lancieri
- The Man Without a Country, regia di Crane Wilbur (1937)

### 1938
- I filibustieri (The Buccaneer), regia di Cecil B. DeMille (1938)
- Here's Flash Casey
- La bambola nera
- La leggenda di Robin Hood (The Adventures of Robin Hood), regia di Michael Curtiz, William Keighley (1938)
- Il vascello maledetto (Kidnapped), regia di Alfred L. Werker e Otto Preminger (1938)
- Maria Antonietta (Marie Antoinette), regia di W. S. Van Dyke (1938)
- Say It in French

### 1939
- Mr. Moto's Last Warning
- Vendetta (The Mystery of Mr. Wong), regia di William Nigh (1939)
- La piccola principessa
- Mystery of the White Room
- Il conquistatore del Messico
- Uomini e lupi (Wolf Call), regia di George Waggner (1939)
- I pionieri della costa d'oro
- Trapped in the Sky
- The House of Fear, regia di Joe May (1939)
- Quelli che non si salvano
- L'esploratore scomparso
- Le avventure di Sherlock Holmes
- Hidden Power
- Il conte di Essex
- Intermezzo: A Love Story
- 20,000 Men a Year
- Il dominatore del mare
- L'usurpatore (Tower of London), regia di Rowland V. Lee (1939)
- Non siamo soli (We Are Not Alone), regia di Edmund Goulding (1939)
- Everything Happens at Night

### 1940
- The Earl of Chicago

- Phantom Raiders, regia di Jacques Tourneur (1940)
- A Stranger in Town, regia di Roy Rowland (1943)
- L'idolo cinese (Three Strangers), regia di Jean Negulesco (1946)
- Singapore, regia di John Brahm (1947)